# Lichaam-geestprobleem

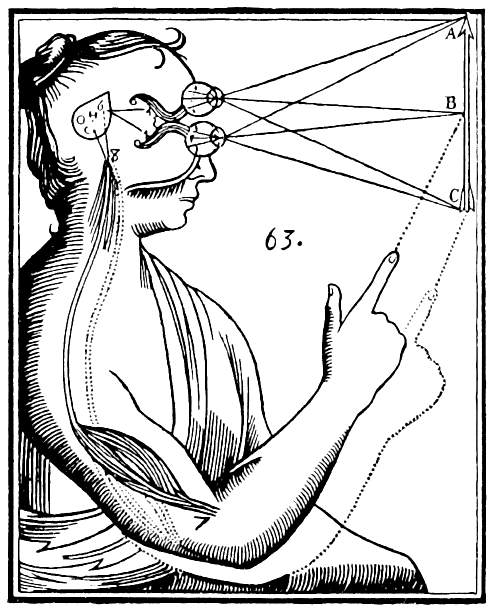
René Descartes' illustratie van het lichaam-geestdualisme. Prikkels passeren de zintuigen en komen tezamen in de pijnappelklier waar de hersenen en de onstoffelijke geest elkaar raken.

Het lichaam-geestprobleem is een centraal thema in de filosofie van de geest, dat gaat over de ogenschijnlijk onverklaarbare wisselwerking tussen de onstoffelijke geest en het stoffelijke lichaam, en tegenwoordig met name de relatie tussen het bewustzijn en de hersenen.
Voor zover bekend is Plato de eerste filosoof die zich met dit probleem bezighield. Daarnaast is het probleem vooral sinds de 17e eeuw door René Descartes uitgebreider omschreven en bekender gemaakt. Hij stelde dat de wisselwerking tussen lichaam en ziel plaatsvond in de pijnappelklier. Er zijn veel verschillende benaderingen voorgesteld, niet alleen vanuit de klassieke filosofie maar ook vanuit Avicenna's filosofie en 
vroegere Aziatische tradities. De meesten zijn over het algemeen dualistisch of monistisch. Het dualisme maakt een duidelijk onderscheid tussen geest en materie. Het monisme maakt geen duidelijk onderscheid en stelt dat er een van iets is, namelijk een geest en/of materie.
Elk van deze twee categorieën bevat talloze varianten. De twee belangrijkste vormen van dualisme zijn substantiedualisme, die stelt dat de geest als geheel afzonderlijk wordt gevormd buiten de natuurwetten, en eigenschapsdualisme, die stelt dat het verschil in de verschillende eigenschappen van zowel materie als geest zit, zoals in emergentie. De drie belangrijkste vormen van monisme zijn fysicalisme, die stelt dat de geest is samengesteld vanuit materie op een bepaalde manier. Het idealisme, die stelt dat alleen de geest werkelijk bestaat en dat materie slechts een illusie is. En het neutrale monisme, die stelt dat geest en materie weliswaar van één type zijn, maar ieder met een eigen uiterlijke manifestatie daarvan.
Er zijn verschillende filosofische stromingen ontwikkeld die het lichaam-geestprobleem verwerpen. Bijvoorbeeld het historisch materialisme door Karl Marx en de daaropvolgende schrijvers, overigens een vorm van fysicalisme die beoordeelde dat bewustzijn werd voortgebracht door het materiële in de vorm van contingentie. Een expliciete afwijzing van de tweedeling geest en materie komt vanuit het Franse structuralisme.
De afwezigheid van een empirisch identificeerbaar ontmoetingspunt tussen de niet-fysieke geest en het fysieke lichaam bewijst een problematiek bij het dualisme, en bij de andere filosofen van de geest die blijven beweren dat de geest geheel losstaat van het lichaam. Deze benaderingen zijn bijzonder invloedrijk geweest in de wetenschappen, met name op het gebied van: sociobiologie, informatica, evolutionaire psychologie en de neurowetenschappen.

## Enkele oplossingen
- Dubbel-aspecttheorie
- Harmonia praestabilita
- Identiteitstheorie
- Occasionalisme
- Mysterie